# Taïfa d'Albarracín

Carte des taïfas en 1037

Carte de la taïfa d'Albarracín

La taïfa d'Albarracín  fut un royaume (émirat) musulman indépendant constitué en al-Andalus à la suite de la dislocation du califat de Cordoue à partir de l'an 1008 et qui disparut en avril 1104 lors de sa conquête par les Almoravides. Ce royaume appartient à la première période de taïfas. 
Il était centré sur la ville de Albarracín et dirigé par la dynastie berbère des Banou Razin de la tribu Ghomara arrivée dans la péninsule dès la conquête de l'Espagne par Tariq ibn Ziyad.

## Liste des émirs
- Hudayl Djalaf 'Izz ad-Dawla : 1012-1045
- Abu Marwan Abd al-Malik : 1045-1103
- Yahya Husam ad-Dawla : 1103-1104

|                                                        |
| Le taïfa d'Albarracín en 1065 avec les taïfas voisins. |

|                                                        |
| Le taïfa d'Albarracín en 1086 avec les taïfas voisins. |